# 돼지불고기
돼지불고기는 쇠고기 대신 돼지고기를 써서 만든 불고기이다. 고추장불고기인 경우도 있으며, 이 경우에는  "고추장돼지불고기"나 "돼지고추장불고기"로도 부른다.

## 사진

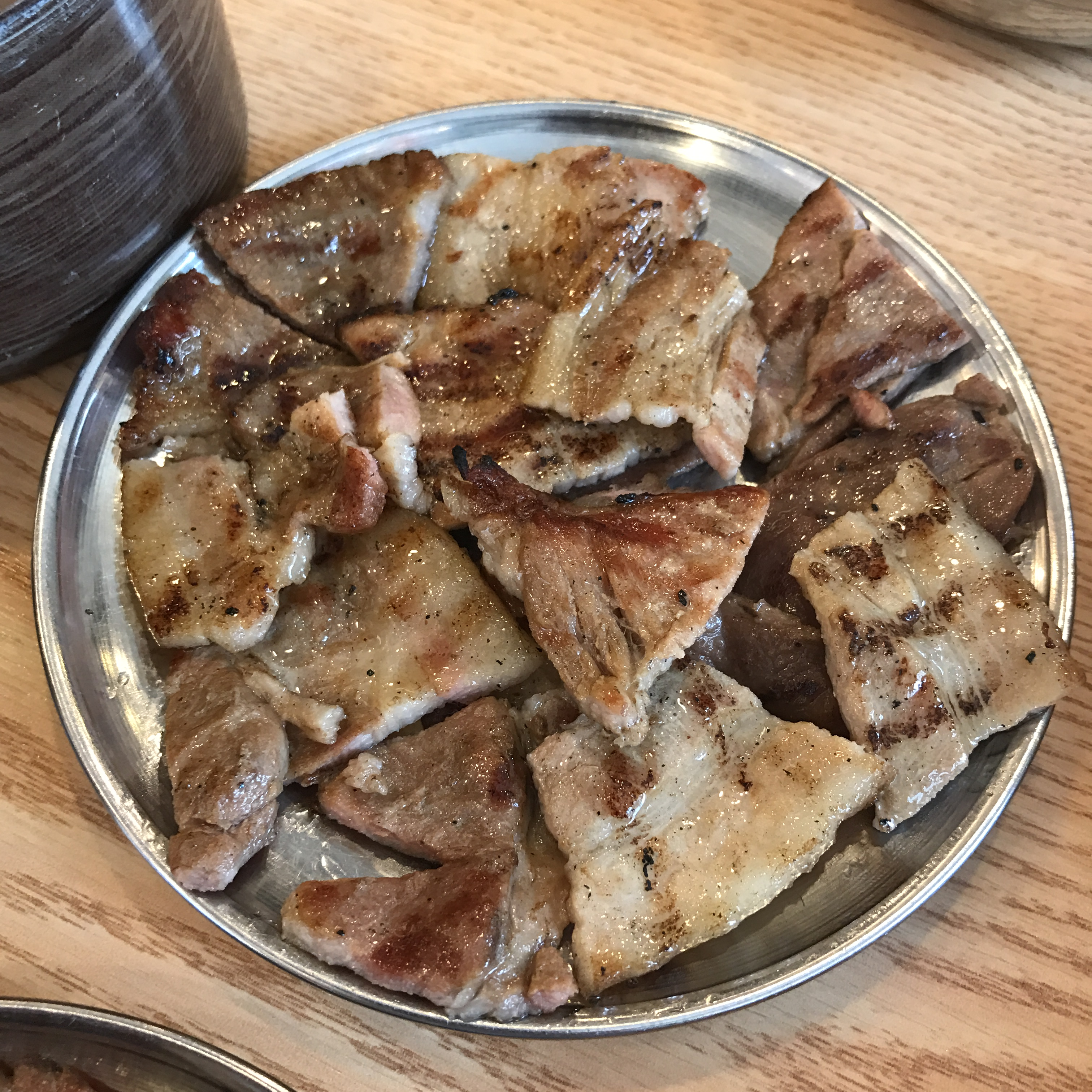
돼지불고기
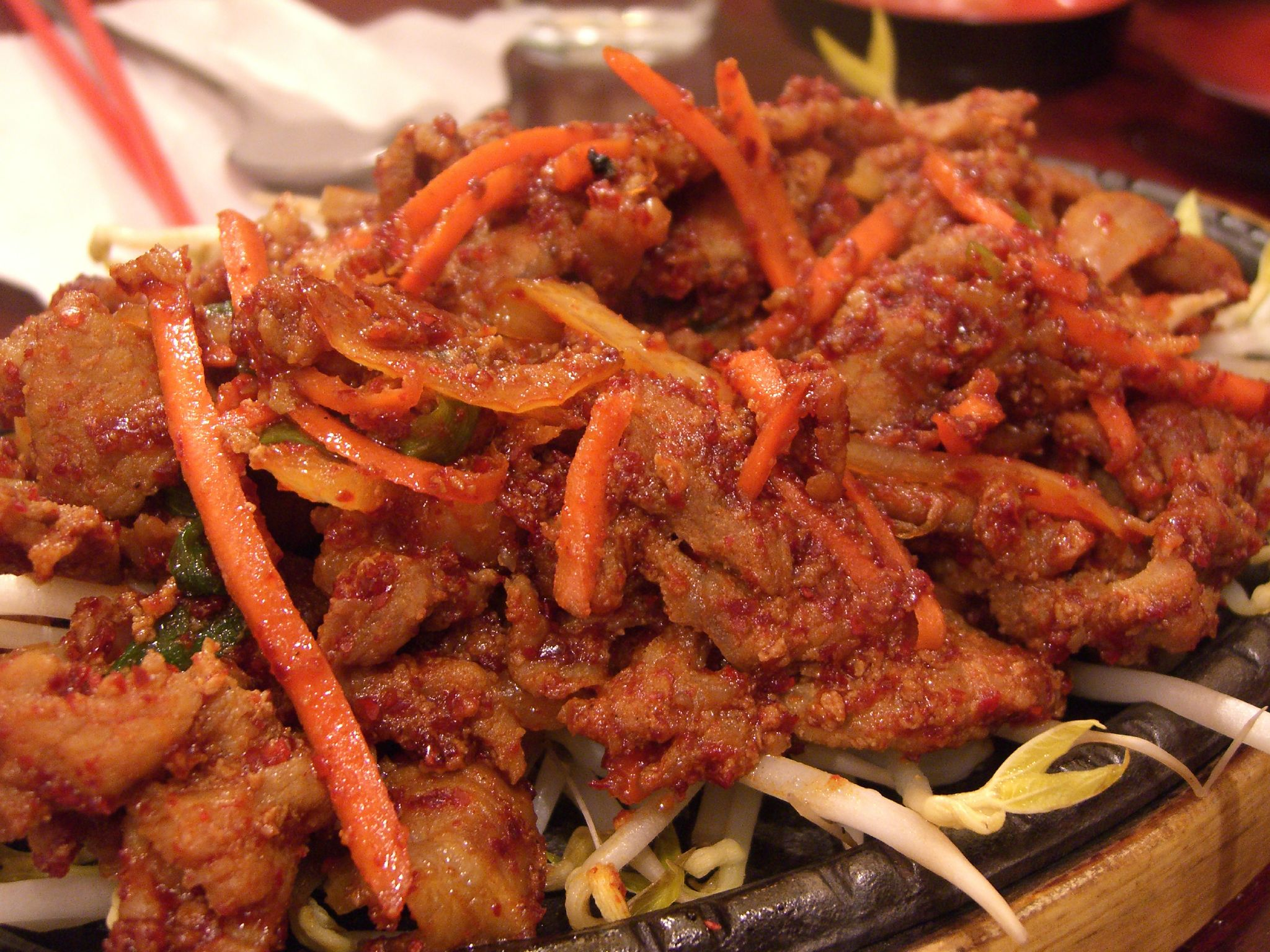
돼지고추장불고기

## 같이 보기
- 두루치기
- 오삼불고기
- 제육볶음
- 주물럭
- 콩나물불고기